# Aphelaria
Genre
Aphelaria est un genre de champignons de la famille des Aphelariaceae. Il présente une vingtaine d'espèces. Fort ressemblant aux Clavaires, elles étaient autrefois classées dans le genre Clavaria. 

## Habitat
Aphelaria est originaire des régions tropicales et subtropicales, comme la Nouvelle-Zélande, la Guadeloupe ou l'île de Java. Elles ne sont pas très bien caractérisées et n'ont pas encore été l'objet de publications importantes.[réf. nécessaire]

## Description
Classé par EGH Corner, proche par la forme clavaroïdes du carpophore des Clavariaceae, ils se distinguent par des hyphes dégonflés.[style à revoir]

## Taxinomie et synonyme
- Aphelaria acericola (M.P. Christ. 1968), [1][réf. incomplète]
- Aphelaria aurantiaca (Henn.) Corner, Ann. Bot. Mem. 1: P; 181 (1950)
- Aphelaria brunneola ((Berk. & M.A. Curtis) Corner 1950)
  - Clavaria brunneola (Berk. & M.A. Curtis 1868) (synonyme)
- Aphelaria ceracea (Corner 1970), [2][réf. incomplète] Pakistan
- Aphelaria complanata (Cleland) R.H. Petersen 1969[3][réf. incomplète] Sud de l'Australie
- Aphelaria deflectens (Bres.) Corner 1950[4][réf. incomplète]
  - Lachnocladium deflectens Bres. 1920 (synonyme)
- Aphelaria dendroides (Jungh.) Corner 1950 Nouvelle-Zélande
- Aphelaria flabellata (Wakef.) Corner 1950
- Aphelaria guadelupensis (Lév.) Corner
- Aphelaria incarnata Corner, [5][réf. incomplète]
- Aphelaria korupensis (P. Roberts 1999) [6][réf. incomplète]
- Aphelaria lacerata R.H. Petersen & M. Zang 1986
- Aphelaria portentosa (Berk. & Broome) R.H. Petersen 1978
  - Clavaria portentosa Berk. & Broome 1882 (synonyme)
- Aphelaria subglobispora P. Roberts 1999 Cameroun
- Aphelaria spiculosa (Corner 1950), [7][réf. incomplète]
- Aphelaria trachodes (Berk.) Corner 1950;
- Aphelaria trispora Corner 1966;
- Aphelaria tropica (Mont.) Corner 1950
  - Pterula tropica Mont. 1855 (synonyme)

## Liste d'espèces
Selon Catalogue of Life (27 octobre 2013) et Index Fungorum (27 octobre 2013) :
- Aphelaria acericola M.P. Christ. 1968
- Aphelaria aurantiaca (Henn.) Corner 1950
- Aphelaria brunneola (Berk. & M.A. Curtis) Corner 1950
- Aphelaria ceracea Corner 1970
- Aphelaria clavarioidea (Pat.) Corner 1966
- Aphelaria complanata (Cleland) R.H. Petersen 1969
- Aphelaria deflectens (Bres.) Corner 1950
- Aphelaria dendroides (Jungh.) Corner 1950
- Aphelaria flabellata (Wakef.) Corner 1950
- Aphelaria guadelupensis (Lév.) Corner 1970
- Aphelaria incarnata Corner 1950
- Aphelaria korupensis P. Roberts 1999
- Aphelaria lacerata R.H. Petersen & M. Zang 1986
- Aphelaria portentosa (Berk. & Broome) R.H. Petersen 1978
- Aphelaria spiculosa Corner 1950
- Aphelaria subglobispora P. Roberts 1999
- Aphelaria trachodes (Berk.) Corner 1950
- Aphelaria trispora Corner 1966
- Aphelaria tropica (Mont.) Corner 1950